# Monster (phim 2003)
Monster là một phim điện ảnh Mỹ nói về tên sát nhân Aileen Wuornos - một người phụ nữ hành nghề mại dâm bị kết án tử hình năm 2002 tại Florida do đã giết chết 7 người trong khoảng cuối thập niên 1980 đến đầu những năm 90.
Bộ phim gặt hái được nhiều thành công sau khi ra mắt. Charlize Theron đã nhận tượng vàng Oscar, giải Quả cầu vàng cho vai chính Wuornos. Phim còn có sự tham gia của Christina Ricci trong vai Selby Wall, nhân vật dựa trên nhân vật có thật Tyria Moore - bạn đồng hành của Wuornos trong những ngày tháng gây ra tội ác.

## Nội dung
Sau khi chuyển từ Michigan đến Florida, Aileen Wuornos, một phụ nữ hành nghề mại dâm gặp Selby Wall tại một quán bar cho người đồng tính. Ban đầu, Aileen thể hiện thái độ và hành động bất lịch sự với Selby và thể hiện mình không phải là người đồng tính. Nhưng sau khi được Selby mời bia, hai người trở nên thân thiết hơn, Aileen về nơi Selby ở và ngủ lại ngay tối hôm đó (Selby tạm thời ở tại nhà người dì sau khi bố cô phát hiện ra cô đồng tính). Sau hôm đó, họ hẹn gặp nhau vào một ngày khác tại một sân trượt băng. Sau lần đó, hai người yêu nhau. Selby trở lại nhà dì còn Aileen tiếp tục công việc của mình ven quốc lộ.
Trong khi làm công việc của mình, Aileen bị cưỡng bức một cánh hung bạo bởi một khách hàng của chính mình, cô giết ông ta như một hành động tự vệ chính đáng và quyết định sẽ từ bỏ công việc. Aileen và Selby sau đó sống chung tại nhà nghỉ, Aileen quyết định tìm một công việc hợp pháp. Tuy nhiên, vì thiếu những bằng cấp cơ bản và lý lịch không trong sạch nên cô bị tất cả những nơi tuyển dụng từ chối. Do đó, vì thiếu tiền để trang trải cho cuộc sống của hai người, Aileen quay lại công việc cũ. Aileen cướp và giết khách hàng, các nạn nhân bị giết theo cách ngày càng tàn bạo, do cô tin rằng họ đang cố cưỡng bức cô.
Selby bắt đầu nghi ngờ Aileen sau khi đọc được nhiều mẩu tin tìm thấy các xác chết. Aileen đã thừa nhận với Selby nhưng nói rằng đó chỉ là hành động tự bảo vệ. Sau đó, Selby trở lại Ohio còn Aileen cuối cùng bị bắt tại một quán bar. Cảnh sát đã bố trí một cuộc điện thoại giữa Selby và Aileen, Aileen đã nhận tội trông cuộc điện thoại này. Để bảo vệ người yêu, Wuornos nhận mình tự thực hiện tất cả các vụ án mạng. Trong các phiên tòa, Selby đóng vai trò nhân chứng để làm căn cứ buộc tội Aileen. Aileen bị kết án tử hình. Bản án được thi hành vào ngày 9 tháng 10 năm 2002 bằng hình thức Tiêm thuốc độc.

## Vai diễn
- Charlize Theron - Aileen Wuornos
- Christina Ricci - Selby Wall (dựa trên Tyria Moore)
- Bruce Dern - Thomas
- Lee Tergesen - Vincent Corey (based on Richard Mallory)
- Annie Corley - Donna
- Pruitt Taylor Vince - Gene / Stuttering "John"
- Marco St. John - Evan / Undercover "John"
- Marc Macaulay - Will / Daddy "John"
- Scott Wilson - Horton / Last "John"
- Kane Hodder - Undercover cop
- Brett Rice - Charles

## Tiếp nhận
Các nhà phê bình phim tỏ ý khen ngợi Monster'; phần lớn ca tụng diễn viên Theron trong vai một nữ bệnh nhân tâm thần nhưng có sức hút - nhân vật Wuornos bị rối loạn nhân cách chống xã hội và rối loạn nhân cách ranh giới. Để nhập vai này, Theron đã phải tăng thêm 30 pound (14 kg) và đeo răng giả. Các nhà phê bình nhận xét diễn xuất, và cách trang điểm của cô như là một "sự biến hình". Nhà phê bình phim Roger Ebert cho rằng đây là bộ phim hay nhất của năm, và đã viết "Những gì Charlize Theron đạt được trong Monster của Patty Jenkins không phải là diễn xuất mà là hóa thân...[Nó] là một trong những vai diễn vĩ đại nhất trong lịch sử điện ảnh".
Theron đã đoạt giải Oscar cho nữ diễn viên chính xuất sắc nhất, giải Quả cầu vàng cho nữ diễn viên chính xuất sắc nhất và giải thưởng SAG cho vai diễn này.
Năm 2009, Roger Ebert xếp nó là bộ phim thứ ba hay nhất trong thập kỷ này. Trên trang web Rotten Tomatoes, 82% của các nhà phê bình đánh giá tích cực cho bộ phim, với một "Certified Fresh" và điểm trung bình là 7.2/10.